# Maculobates endroedyyoungai
Maculobates endroedyyoungai är en kvalsterart som beskrevs av Sandór Mahunka 1989. Maculobates endroedyyoungai ingår i släktet Maculobates och familjen Liebstadiidae. Inga underarter finns listade i Catalogue of Life.